# Lonko

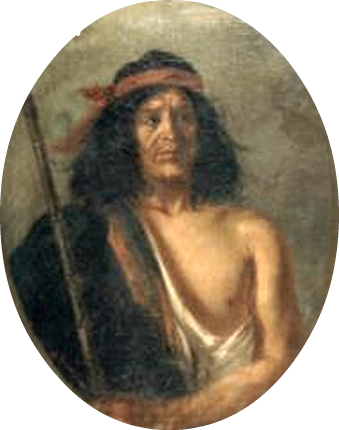
Portrait du lonko Quilapán.

Un lonko (mapudungun longko, « tête »), aussi nommé en espagnol lonco ou cacique, est le chef d'une communauté mapuche. Sa charge a des aspects politiques, mais aussi administratifs et religieux.

## Description
Le lonko est le chef d'un groupe de familles ayant un ancêtre commun (lof), qui vivent dans des rukas (vastes huttes) en communautés de voisins s'entraidant. Anciennement, en temps de guerre, les divers lonkos se réunissaient pour choisir un toqui, chef militaire qui coordonnait les actions de l'escalade belliqueuse dans l'ensemble des communautés en question. Il est l'autorité principale, traditionnellement correspond à une personne majeure, qu'est le chef traditionnel de la communauté familiale.

## Attribution du titre

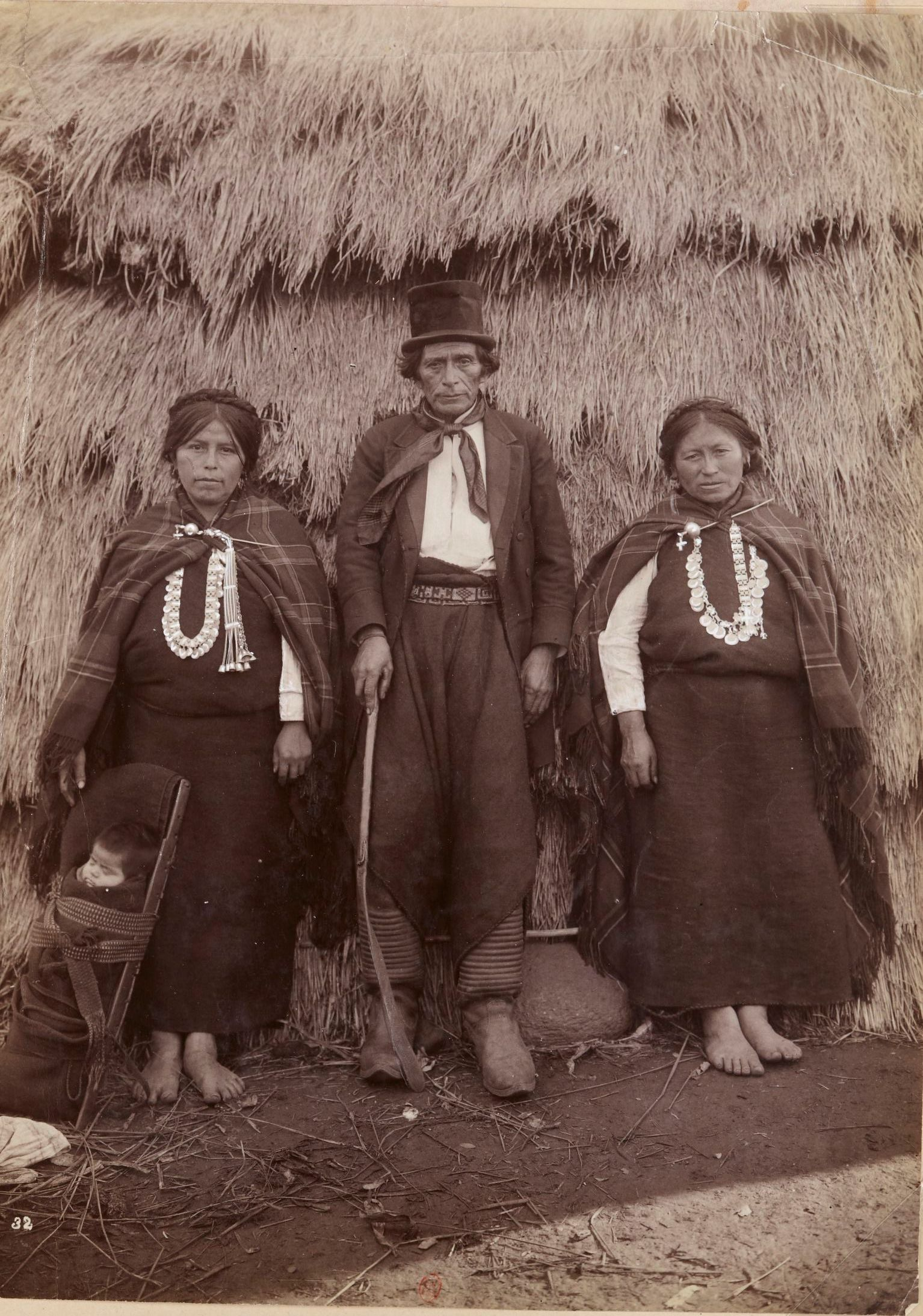
Un cacique araucano avec son épouse, sa fille et sa petite-fille. Image de La Lira Chilena (1906)

Il peut se voir attribuer sa charge  (en mapudungun, llowkei) de trois manières :
- Par descendance familiale.
- Par tribut.
- Par nomination de sa communauté.

## Aspects religieux
Outre son rôle social, le lonko a aussi fréquemment un rôle religieux : celui de diriger la guillatún (rogativa), soit l'une des cérémonies les plus importantes du village mapuche.
Le lonko mapuche, comme le kimche (connaisseur, sage) du kimün (connaissance, sagesse) doit veiller à la continuité de l'Admapu et des coutumes propres à la terre mapuche.

## Charges dérivées
- L'Ülmen est l'autorité qui maintient les alliances entre les lof, en réglant les affaires  politiques et économiques de l'organisation du rewe.
- L'Ülmen futra lonko est l'autorité des aillarehue en ce qui concerne la défense du territoire, la culture et l'espace sacré.
- Le  Ñizol lonko est l'autorité maximale des organisations mapuche, chargé de diriger le fütal mapu.
- Le Toqui : en temps d'awkan (guerre) seulement apparaît la figure du toqui, autorité politique suprême.

## Conseillers
- Le Werkén està la fois  l'homme de confiance et le messager personnel du lonco, qu'en plus facilite la relation et alliances entre lof. Généralement ce rôle est exercé par un fils du lonco.
- Le Weupife est un homme kimkeche ("homme connaisseur") du passé mapuche et porteur de la connaissance des linajes des lof.

## Personnalités
- Juana Calfunao Paillaléf